# Ætsende stof
Et ætsende stof er et stof, der har en ætsende virkning, dvs. ødelægger levende væv og angriber overflader. Ætsende stoffer omfatter stærke syrer og baser samt kemiske forbindelser, der reagerer stærkt basisk eller surt med vand. Også oxiderende stoffer kan virke ætsende. Ætsende stoffer kan enten være organiske eller uorganiske og enten faste, flydende eller gasformige. Eksempler på ætsende stoffer er saltsyre (en vandig opløsning af gassen hydrogenklorid, HCl), svovlsyre, salpetersyre, natriumhydroxid, brom, koncentreret sæbelud og afløbsrens.
Ætsende gasser (f.eks. klor og fluor) kan selv i lille mængde og ringe koncentration forårsage skader på luftvejene og lungerne. Ætsende stoffer i væskeform udgør umiddelbart den største risiko for huden. Faste eller gasformige ætsende stoffer forårsager skader på huden langsommere, idet de først skal reagere med fugt i den omgivende luft eller væsken i det underliggende væv for at have størst skadelig virkning.